# Sphyrometopa atlantica
Sphyrometopa atlantica är en insektsart som beskrevs av Rentz, D.C.F. 1976. Sphyrometopa atlantica ingår i släktet Sphyrometopa och familjen vårtbitare. Inga underarter finns listade i Catalogue of Life.